# KK Dynamic
El Košarkaški klub Dynamic Beograd (en cirílico Кошаркашки клуб Динамик), conocido popularmente como KK Dynamic, es un club de baloncesto con sede en la ciudad de Belgrado. Fue fundado en 2015. Actualmente participa en la máxima categoría del baloncesto serbio, la Košarkaška Liga Srbije.

## Historia
Dynamic fue fundado en marzo de 2015 en Belgrado. Uno de los miembros fundadores fue el entrenador Miroslav Nikolić.
En su debut en la segunda división del baloncesto serbio, el KK Dynamic ganó la liga y ascendió a la Primera División debutando en la temporada 2016-17.

## Trayectoria
| Temporada | Nivel | División Nacional      | Pos. | Postemporada | Pos. | Playoffs | RS   | PS  | PO  | Kup Radivoja Koraća | ABA League | Pos. |
| --------- | ----- | ---------------------- | ---- | ------------ | ---- | -------- | ---- | --- | --- | ------------------- | ---------- | ---- |
| 2015–16   | 2     | BLS Second League      | 1    | N/A          | N/A  | N/A      | 21–5 | N/A | N/A | No clasificó        | N/A        | N/A  |
| 2016–17   | 1     | Košarkaška Liga Srbije | 3    | Super League | 5    | DNQ      | 20–6 | 5–9 | —   | Cuartos de final    | N/A        | N/A  |

## Jugadores destacados
- Miloš Milisavljević
- Stevan Nađfeji
- Bojan Krstović
- Kimani Ffriend
- Aleksandar Lazić
- Peter Sedmak